# Радивоје Паповић
Радивоје Паповић је био ректор Универзитета у Приштини у периоду од 1991. до 1998, а потом испоставе у Косовској Митровици од 2004. до 2006. године.
Дана 16. јануара 1997. тешко је повређен када му је постављена бомба на аутомобил за шта је окривљена терористичка Ослободилачка војска Косова (ОВК). Припадник ОВК, Наит Хасани, осуђен је за бомбашки напад и осуђен на 22 године затвора. Пуштен је из затвора у Србији у марту 2002.